# Розходження (роман)

Обкладинка Divergence, художник Брюс Дженсен.

«Розходження» ,  або «Дивергенція»  (англ. «Divergence»; 1991) — науково-фантастичний роман американського письменника Чарльза Шеффілда, частина його циклу «Всесвіт спадщини». Дія книги, що продовження є «Літнього припливу», розгортається через тисячоліття в майбутньому, коли більша частина рукава Оріона в галактиці була колонізована людьми та іншими расами. Серед різних зоряних систем цього рукава галактики було виявлено ряд артефактів віком мільйони років, залишки таємничої раси під назвою Будівельники.
«Розходження» розповідає про поступове відкриття деяких секретів Будівельників. Його можна віднести до піджанру археологічної наукової фантастики, оскільки тема дослідження та розвідки стародавніх штучних споруд є центральною. Однак Чарльз Шеффілд також додає елементи, пов'язані з ситуацією того часу та можливими наслідками відкриттів.
Персонажі цієї книги починають шукати щойно знайдений артефакт лише через кілька днів після завершення наймасштабнішого літнього припливу, спричиненого парадом планет у планетній системі Добеля і з пов'язаними Пуповиною планетами Тектон та Опал та відповідних тектонічних потрясінь на Тектоні і водних на Опалі, яким була присвячена попередня книга.
Ця книга представляє кількох нових персонажів, які стають важливими протягом решти серії. Зокрема порівняно з попереднім романом серії новим помітним героєм роману стає вживлений комп'ютер В. К. Таллі — штучний інтелект, але для його місії потрібне фізичне тіло. З цієї причини для нього вирощують органічне людське тіло і в нього імплантують мозок. Таким чином, він може взаємодіяти з людьми на планеті, у системі Добелії, куди його відправили дізнатися, що сталося після Літнього припливу з надісланими туди людьми та прибулими іншопланетянами, оскільки звідти більше не надходило жодних новин.
Герої стають свідками вивільнення творіння Будівельників з Тектона та знаходять новий невідомий їх артефакт - Перлину, що захоплює їх корабель та де вони де знайомляться з посланцями таємничих Будівельників. Вони працюють разом, щоб відкрити нову теорію про походження та поточний стан Будівельників .
У конструкції планетоїдного артефакту посланець Будівельників Той-Хто-Чекає переносить їх усіх із галактичної площини
Йдеться не лише про відкриття минулого, а й про наслідки, які воно може мати. Будівельники мають плани на майбутнє, і головні герої беруть участь у цих планах як представники свого роду. Подолати небезпеки, на які вони натикаються, означає не лише вижити, але й вплинути на майбутню історію. Зокрема, під час цього процесу пізнання вони виявляють, що стара загроза для Всесвіту, яку вважають вимерлою, знову обрушилася на рукав Оріона Чумацького Шляху, бо е представників войовничої раси зардалу було збережено Будівельниками для поєдинку за роль партнера Будівельників.
Епохально повільні Будівельники, стурбовані сенсом життя, готові діяти знову; той, хто виживе у поєдинку, виграє за право стати співтворцем майбутнього поряд з Будівельниками і їх не хвилює хто трьох видів — людей, кекропійців або зардалу стане їхнім партнером і чи рівні умови поєдинку. Тож героям доводиться об'єднатися, забувши про суперечки, для того, щоб протистояти реанімованим зардалу — величезним хижим головоногим молюскам, колись злим господарям галактики, які, як вважалося, вимерли 11 тисяч років тому.  у смертельній битві минулого, яка вартувала життя багатьом іншим розумним видам.
Роман містить уривки з Універсального каталогу артефактів Ленґ (четверте видання) та з Універсального каталогу видів (підклас: Розумні)..
Продовженням «Розходження» є роман Вихід за межі, (англ. «Transcendence») — наступна книга серії.

## Персонажі[5]

### Люди
- Ганс Ребка, кризовий менеджер з Торфіля у Колі Фемуса
- Дар'я Ленґ, астрофізикиня з Брами Вартового у Четвертому Альянсі
- Луїс Ненда, авантюрист з нарощеннями для спілкування з кекропійцями з Товариства Зардалу
- радник Джуліус Ґрейвз та його близнюк-компаньйон за мозком Стівен Ґрейвз
- Берді Келлі, провідний адміністратор на Тектоні

### Вживлений в людське тіло штучний інтелект
- В. К. Таллі - вживлений комп'ютер

### Іншопланетяни
- Атвар Х'сіал, кекропійка-астрофізикиня
- Жмерлія, раб Атвар Х'сіал
- Каллік, хайменоптка-астрофізикиня та рабиня Луїса Ненди
- Володарка та інші зардалу